# Robin Thomson
Robin Thomson (* 23. Juli 1989 in Hannover) ist ein deutsch-kanadischer Eishockeyspieler, der seit 2015 für die Hannover Scorpions aus der Oberliga auf der Position des Verteidigers spielt. Er ist der Sohn des ehemaligen deutschen Eishockeynationalspielers und jetzigen DEL-Trainers Greg Thomson.

## Karriere
Thomson spielte seit seiner Kindheit bei den heimischen Hannover Indians. Dort schaffte es der Verteidiger, sich in allen Jugendmannschaften zu etablieren. 2005 gelang ihm der Sprung in die Profimannschaft der Hannover Indians, die zu diesem Zeitpunkt in der Oberliga spielten. Mit diesen wurde er in der Saison 2008/09 Meister der Oberliga Nord, woraufhin die Indians in die 2. Bundesliga aufstiegen. Zur folgenden Saison 2009/10 wechselte der Abwehrspieler in die Manitoba Junior Hockey League zu den Selkirk Steelers in Kanada. Jedoch unterschrieb der Linksschütze bereits 2010 erneut bei den immer noch in der 2. Bundesliga spielenden Hannover Indians und erhielt eine Förderlizenz für deren 2. Mannschaft, den Hannover Braves. Für die Indians stand Thomson diesmal etwas über ein Jahr auf dem Eis und wechselte in der Saison 2011/12 nach vier Spieltagen zum Stadtrivalen Hannover Scorpions in die Deutsche Eishockey Liga. Zur Saison 2013/14 zog es Thomson in die DEL2 zu den Eispiraten Crimmitschau, die er zur Saison 2014/15 in Richtung Heilbronner Falken verließ, die ebenfalls in der DEL2 spielten. Seit 2015 spielt er wieder bei den Hannover Scorpions in der Oberliga Nord. 

### International
Thomson vertrat Deutschland bei diversen U16-U20 Turnieren, u. a. 2006 und 2007 bei der World Junior A Challenge.

### Persönliches
Robin Thomson ist seit 2018 mit der Sängerin Dana Thomson verheiratet, mit welcher er zwei gemeinsame Kinder hat. Er absolvierte neben seiner Eishockeykarriere ein BWL-Studium.

## Karrierestatistik
(Legende zur Spielerstatistik: Sp oder GP = absolvierte Spiele; T oder G = erzielte Tore; V oder A = erzielte Assists; Pkt oder Pts = erzielte Scorerpunkte; SM oder PIM = erhaltene Strafminuten; +/− = Plus/Minus-Bilanz; PP = erzielte Überzahltore; SH = erzielte Unterzahltore; GW = erzielte Siegtore; 1 Play-downs/Relegation; Kursiv: Statistik nicht vollständig)